# 2003年大西洋飓风季时间轴

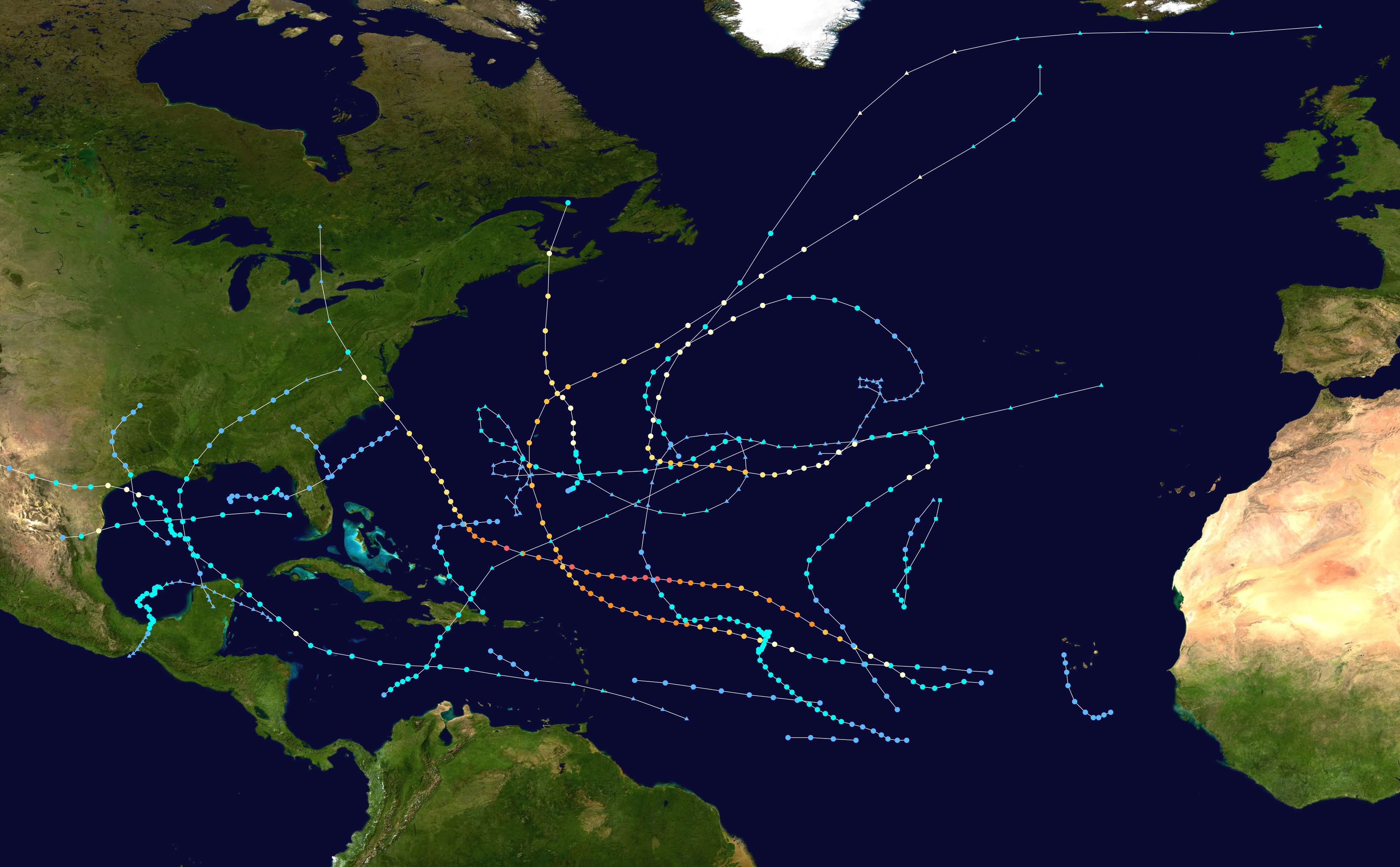
2003年大西洋飓风季所有风暴的路径图。

2003年大西洋飓风季是一次较为活跃的大西洋飓风季，于2003年6月1日正式开始，同年11月30日结束，传统上这样的日期界定了一年中绝大多数热带气旋在大西洋形成的时间段，但本次飓风季无论是在正式时间段之前和之后都存在热带天气系统活动，这在之前50年里还是仅有的一次。热带风暴安娜早在4月20日开始形成，这时离飓风季正式开始还有超过40天的时间，全年的风暴活动一直持续到了12月11日。这个时间轴中记录了全年大西洋所有热带气旋形成、增强、减弱、登陆、转变成温带气旋以及消散的具体信息。还包括实际操作中没有发布的信息，如美国国家飓风中心在风暴过后进行的回顾。包括最大持续风速、位置、距离在内的所有数字都是经四舍五入换算成整数。
本季共计产生了21个热带低气压，其中16个达到热带风暴强度并因此获得命名，7个达到飓风强度，3场成为大型飓风，这意味着其最大持续风速可以在萨菲尔-辛普森飓风等级中达到三级或以上。飓风法比安、飓风伊莎贝尔和飓风胡安分别对百慕大、美国东部和新斯科舍产生了严重影响，其名称也因此予以退役。费边和胡安都是其影响地区有纪录以来造成破坏最严重的飓风，共计导致16人丧生，经济损失达4.5亿美元（2003年美元，相当于2025年的7.45億美元）。飓风伊莎贝尔是全季最强烈、最致命和最昂贵的风暴，在大西洋开放海域三度达到五级飓风强度，之后在登陆美国东岸前减弱成二级飓风，造成51人遇难，经济损失达53.7亿美元（2003年美元，相当于2025年的88.9億美元）。

## 风暴时间轴

### 4月

4月22日的热带风暴安娜

4月20日
协调世界时早上6点：百慕大以西约400公里海域的一股温带低气压发展成亚热带风暴并因此获命名为“安娜”（Ana）。
4月21日
凌晨0点：亚热带风暴安娜获得了足够的热带天气系统特征并因此转变成热带风暴安娜。
4月24日
早上6点：热带风暴安娜失去热带系统特征，转变成温带气旋。

### 6月
6月1日
2003年大西洋飓风季正式开始。
6月11日

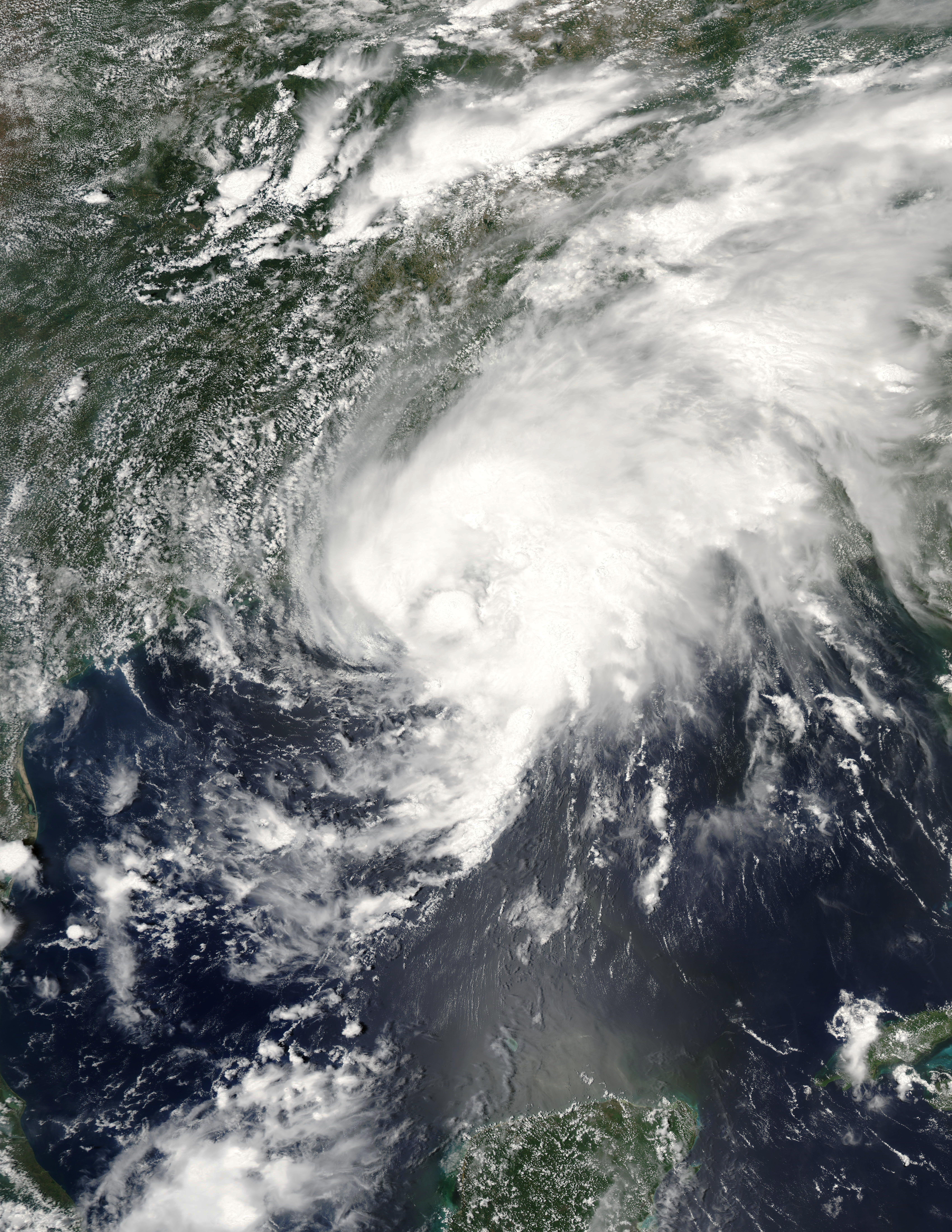
7月1日热带风暴比尔的卫星照片。

- 凌晨0点：第二号热带低气压在布拉瓦岛西南方向约1840公里洋面形成。

6月12日
- 凌晨0点：第二号热带低气压在开放水域上空消散。

6月29日
- 早上6点：坎昆西北偏西方向338公里海域有一股热带低气压形成。
- 中午12点：热带低气压增加成热带风暴比尔。

6月30日
- 晚上19点：热带风暴比尔以每小时95公里风速从路易斯安那州泰勒博恩堂区科科德里（Cocodrie）附近登陆。

### 7月
7月1日
- 早上6点：热带风暴比尔降级成热带低气压。

7月2日
- 下午18点：热带低气压比尔失去热带特征，转变成温带气旋。

7月8日
- 下午18点：阿鲁巴以北约240公里洋面的一股东风波发展成热带风暴克劳德特。

7月10日
- 中午12点：热带风暴克劳德特在西部加勒比海增强到飓风强度。

- 下午18点：飓风克劳德特减弱为热带风暴。

7月11日

正处最高强度的飓风克劳德特。

- 上午10点：热带风暴克劳德特以每小时95公里风速在墨西哥莫雷洛斯港（Puerto Morelos）附近登陆。

7月15日
- 早上6点：热带风暴克劳德特在墨西哥湾西北部重新强化成飓风。
- 下午15点30分：飓风克劳德特以每小时145公里风速在马塔戈达岛附近登陆。

7月16日
- 凌晨0点：飓风克劳德特减弱成热带风暴。
- 中午12点：第四号热带低气压在百慕大以东约1020公里海域形成。

7月17日
- 凌晨0点：热带风暴克劳德特减弱成热带低气压。
- 凌晨0点：第四号热带低气压增强成热带风暴丹尼。
- 早上6点：热带低气压克劳德特退化成一片残留低气压区。

7月18日

正处最高强度的飓风丹尼。

- 下午18点：热带风暴丹尼达到飓风强度。

7月19日
- 下午18点：飓风丹尼减弱成热带风暴。
- 下午18点：第六号热带低气压在小安的列斯群岛以东约1675公里海域形成。

7月20日
- 下午18点：热带风暴丹尼减弱成热带低气压。

7月21日
- 早上6点：热带低气压丹尼退化成残留低气压区。
- 下午18点：第六号热带低气压在开放水域上空消散。

7月25日
- 中午12点：第七号热带低气压在佛罗里达州代托纳比奇以东约95公里洋面形成。

7月26日
- 早上6点：第七号热带低气压以每小时45公里风速在乔治亚州圣凯瑟琳岛（St. Catherines Island）附近登陆。

7月27日
- 早上6点：第七号热带低气压在内陆上空消散。

### 8月
8月14日
- 下午18点：佛罗里达州麦尔兹堡西南偏西方向140公里海域的一片低气压区发展出热带风暴埃里卡。

8月16日
- 上午10点30分：热带风暴埃里卡达到飓风强度并以每小时120公里风速从塔毛利帕斯州东北部的博卡圣拉斐尔（Boca San Rafael）附近登陆。
- 下午18点：飓风埃里卡减弱成热带风暴。

8月17日
- 凌晨0点：热带风暴埃里卡减弱成热带低气压。

飓风埃里卡从墨西哥北部海岸线登陆。

- 早上6点：热带低气压埃里卡在墨西哥北部山区上空消散。

8月21日
- 中午12点：第九号热带低气压在波多黎各圣胡安以南约415公里洋面形成。

8月22日
- 下午18点：第九号热带低气压在开放海域上空消散。

8月27日
- 下午18点：第十号热带低气压在佛得角群岛以西约675公里海域形成。

8月28日
- 中午12点：第十号热带低气压增强成热带风暴法比安。

8月30日
- 凌晨0点：热带风暴法比安增强成飓风。

8月30日
- 中午12点：飓风法比安达到二级飓风强度。
- 中午12点：第十一号热带低气压在德克萨斯州科珀斯克里斯蒂东南偏东方向约540公里洋面形成。
- 下午18点：飓风法比安达到三级飓风强度标准，成为本季首场大型飓风。
- 下午18点：第十一号热带低气压增强成热带风暴格雷斯。

8月31日

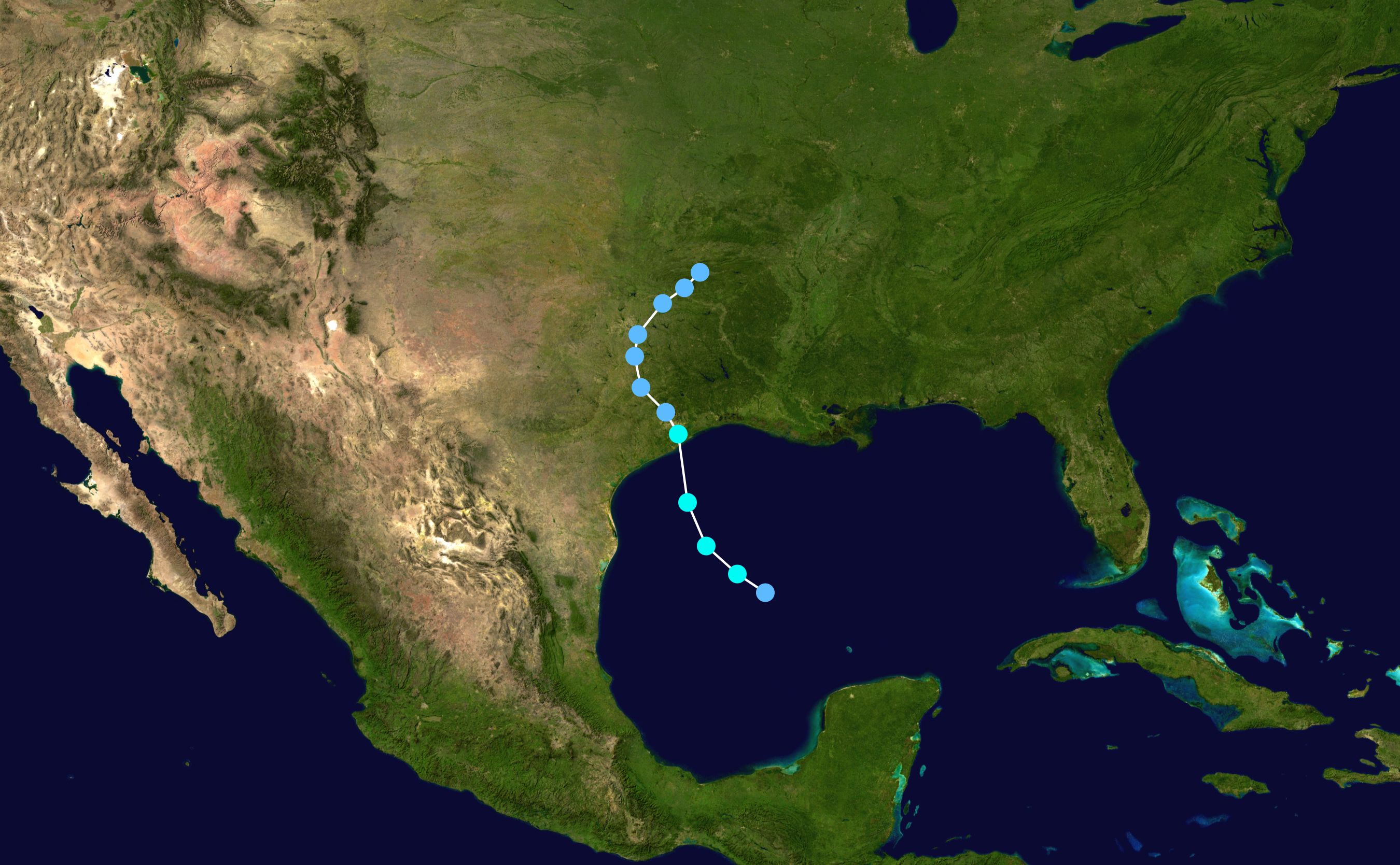
热带风暴格雷斯的行进路线。

- 上午11点：热带风暴格雷斯以每小时65公里风速从德克萨斯州加尔维斯顿岛附近登陆。
- 下午18点：飓风法比安强化成四级飓风。
- 下午18点：热带风暴格雷斯减弱成热带低气压。

### 9月
9月1日
- 下午18点：飓风法比安在巴布达岛东北方向约500公里海域达到风速每小时230公里的最高强度。

9月2日
- 中午12点：热带低气压格雷斯因被一股锋面系统吸收而消散。

9月3日

正处最高强度的飓风法比安。

- 早上6点：飓风法比安减弱至三级飓风强度。
- 下午18点：第十二号热带低气压在佛罗里达州坦帕以西约480公里洋面形成。

9月4日
- 凌晨0点：飓风法比安再度增强成四级飓风。
- 早上6点：飓风法比安再度减弱成三级飓风。

9月5日
- 凌晨0点：飓风法比安第三度增强并达到四级飓风标准。
- 早上6点：飓风法比安又一次减弱至三级飓风强度。
- 早上6点：第十二号热带低气压增强成热带风暴亨利。
- 晚上20点：飓风法比安以每小时180公里风速从百慕大以西仅23公里海域经过，这是其距离陆地最近的时刻。

9月6日
- 凌晨0点：热带风暴亨利减弱成热带低气压。
- 凌晨0点：第十三号热带低气压在佛罗角布拉瓦岛西南偏西方向约755公里洋面形成。
- 早上6点：第十三号热带低气压增强成热带风暴伊莎贝尔。
- 上午9点：热带低气压亨利时速55公里强度在佛罗里达州克利尔沃特附近登陆。

9月7日：
- 凌晨0点：飓风法比安减弱成二级飓风。
- 中午12点：飓风法比安减弱成一级飓风。
- 中午12点：热带风暴伊莎贝尔达到飓风强度。

9月8日

正处最高强度的热带风暴亨利。

- 早上6点：飓风伊莎贝尔强化为二级飓风。
- 早上6点：第十四号热带低气压在佛得角群岛最南端东南方向约465公里海域形成。
- 中午12点：飓风伊莎贝尔达到三级飓风强度，成为本季的第二场大型飓风。
- 下午18点：飓风法比安在北大西洋开放水域上空失去热带系统特征并转变成温带气旋，但这时风速仍然达到飓风强度。
- 下午18点：热带低气压亨利失去热带系统特征并转变成温带气旋，然后很快就已消散。

9月9日
- 凌晨0点：飓风伊莎贝尔达到四级飓风强度。

9月10日

飓风伊莎贝尔登陆北卡罗莱纳州。

- 凌晨0点：飓风伊莎贝尔减弱成三级飓风。
- 中午12点：飓风伊莎贝尔再度强度成四级飓风。
- 下午18点：第十四号热带低气压消散。

9月11日
- 下午18点：飓风伊莎贝尔在瓜德罗普东北方向约900公里洋面达到五级飓风强度，成为本季的第一场也是仅有的一场五级飓风，最高风速达到每小时270公里，最低气压915毫巴（百帕，27.03英寸汞柱）。

9月13日
- 凌晨0点：飓风伊莎贝尔减弱成四级飓风。
- 下午18点：飓风伊莎贝尔再度强化成五级飓风。

9月14日
- 凌晨0点：飓风伊莎贝尔再次降至四级飓风强度标准。
- 下午18点：飓风伊莎贝尔第三次也是最后一次达到五级飓风标准。

9月15日
- 凌晨0点：飓风伊莎贝尔又一次减弱成四级飓风。

9月16日
- 凌晨0点：飓风伊莎贝尔降至三级飓风强度。
- 中午12点：飓风伊莎贝尔减弱成二级飓风。

9月18日
- 下午17点：飓风伊莎贝尔以每小时165公里风速从北卡罗莱纳州外滩群岛附近登陆。

9月19日
- 凌晨0点：飓风伊莎贝尔减弱成一级飓风。
- 早上6点：飓风伊莎贝尔降级成热带风暴。
- 中午12点：热带风暴伊莎贝尔失去热带特征并转变成温带气旋。

9月24日
- 中午12点：第十五号热带低气压在百慕大东南方向555公里海域形成。

9月25日
- 凌晨0点：第十五号热带低气压增强成热带风暴胡安。
- 下午18点：第十六号热带低气压在佛得角群岛西南编西方向约1480公里洋面形成

9月26日
- 中午12点：热带风暴胡安达到飓风强度。

9月27日

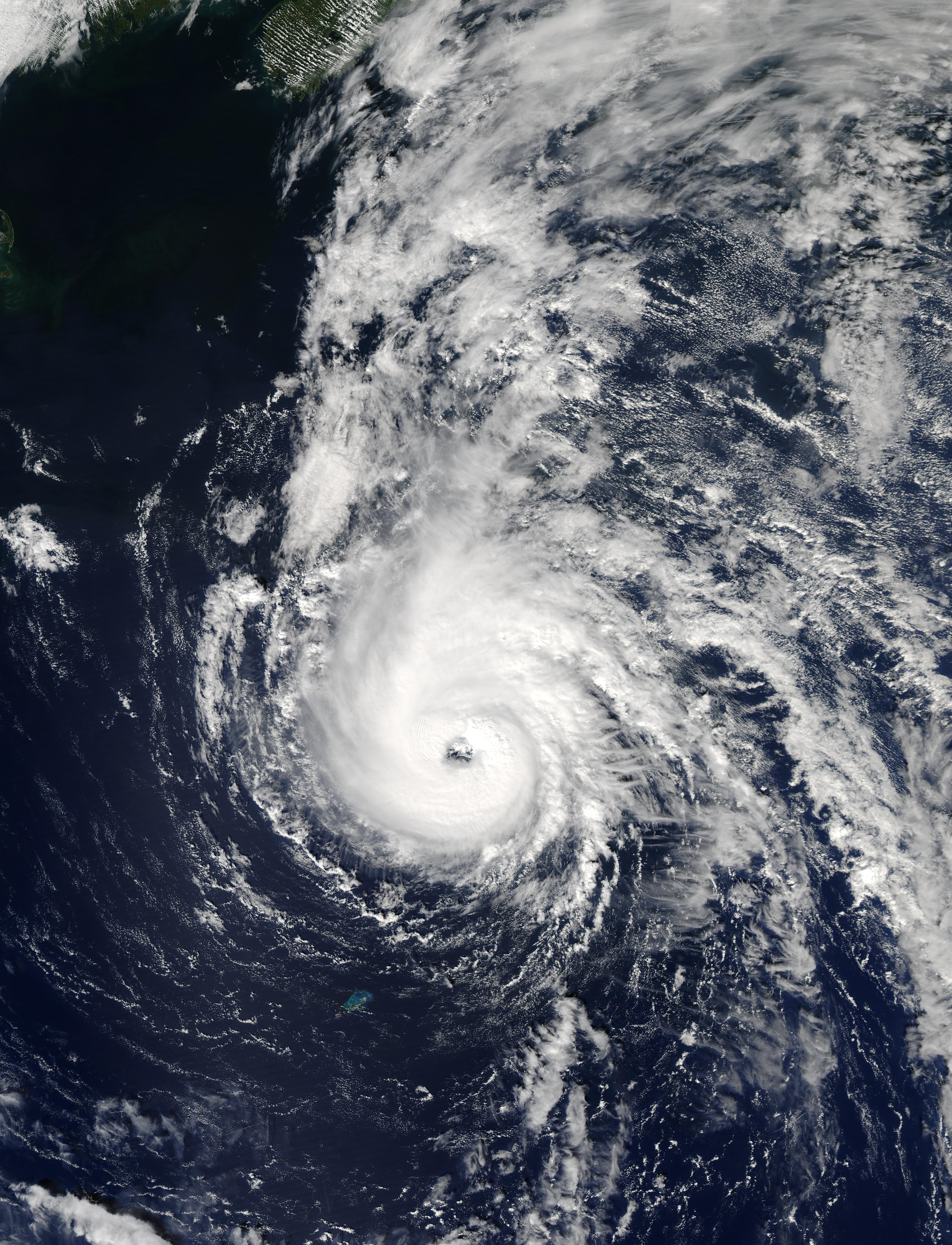
9月27日飓风胡安的卫星图像。

- 下午18点：飓风胡安增强为二级飓风。
- 下午18点：第十六号热带低气压强化成热带风暴凯特。

9月29日
- 凌晨3点：飓风胡安以每小时160公里风速从新斯科舍哈利法克斯附近登陆。
- 早上6点：飓风胡安在以时速120公里强度经过爱德华王子岛期间减弱为一级飓风。
- 中午12点：飓风胡安降级成热带风暴。
- 下午18点：热带风暴胡安被一片大规模温带低气压吸收。
- 下午18点：热带风暴凯特达到飓风强度。

9月30日
- 早上6点：飓风凯特减弱成热带风暴。

### 10月
10月1日

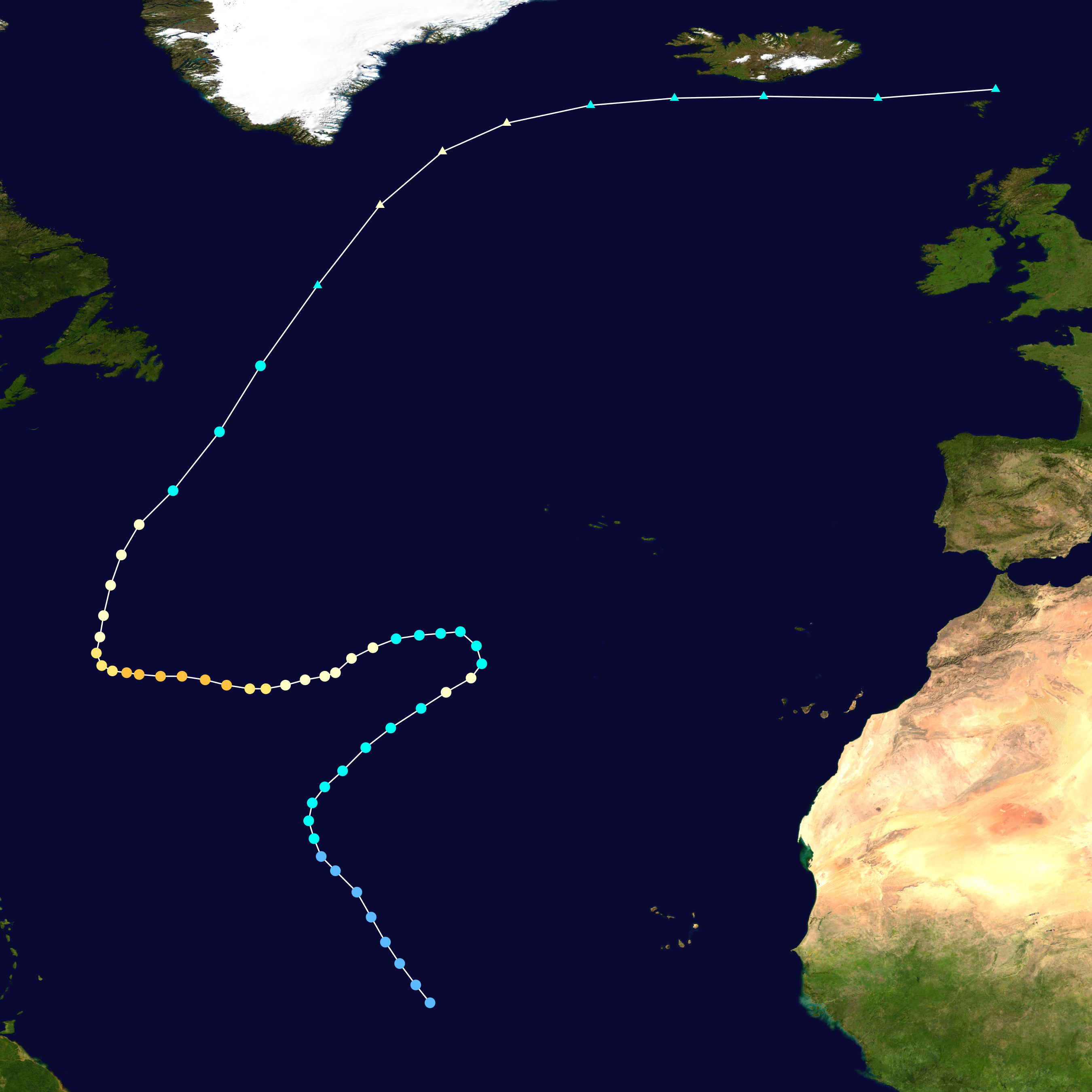
飓风凯特的行进路线图。

- 下午18点：热带风暴凯特再次增强成飓风。
- 下午18点：墨西哥坦皮科东南偏东方向约483公里海域的一片温带烈风带发展成热带风暴拉里。

10月3日
- 早上6点：飓风凯特达到二级飓风强度。
- 下午18点：飓风凯特成为本季的第三场也是最后一场大型飓风。

10月4日
- 下午18点：飓风凯特在百慕大东南方向约1040公里洋面达到风力时速205公里，最低气压952毫巴（百帕，28.12英寸汞柱）的最高强度。

10月5日
- 早上6点：飓风凯特减弱成二级飓风。
- 上午10点：热带风暴拉里以每小时95公里风速从墨西哥塔巴斯科州帕拉伊索（Paraíso）附近登陆。

10月6日
- 凌晨0点：飓风凯特降至一级飓风强度。

即将登陆的热带风暴拉里。

- 早上6点：热带风暴拉里减弱成热带低气压。
- 中午12点：热带低气压拉里退化成残留低气压区。

10月7日
- 早上6点：飓风凯特减弱成热带风暴。

10月8日
- 凌晨0点：热带风暴凯特在纽花兰东北方向数百英里外的北大西洋上空失去热带天气系统特征并转变成温带气旋。

10月10日
- 下午18点：热带风暴明迪在多米尼加共和国圣多明哥东北方向约130公里洋面形成。

10月12日
- 早上6点：热带风暴明迪降级成热带低气压。

10月13日
- 凌晨0点：第十九号热带低气压在佛得角群岛西南偏西方向约1660海域形成。

10月14日

正处最高强度的热带风暴尼古拉斯。

- 早上6点：热带低气压明迪消散。
- 下午18点：第十九号热带低气压强化为热带风暴尼古拉斯。

10月23日
- 凌晨0点：热带风暴尼古拉斯降级为热带低气压。

10月24日
- 凌晨0点：热带低气压尼古拉斯在巴布达岛东北方向约975公里洋面退化成一片广阔的低气压区。

### 11月
11月30日
2003年大西洋飓风季正式结束。

### 12月
12月4日

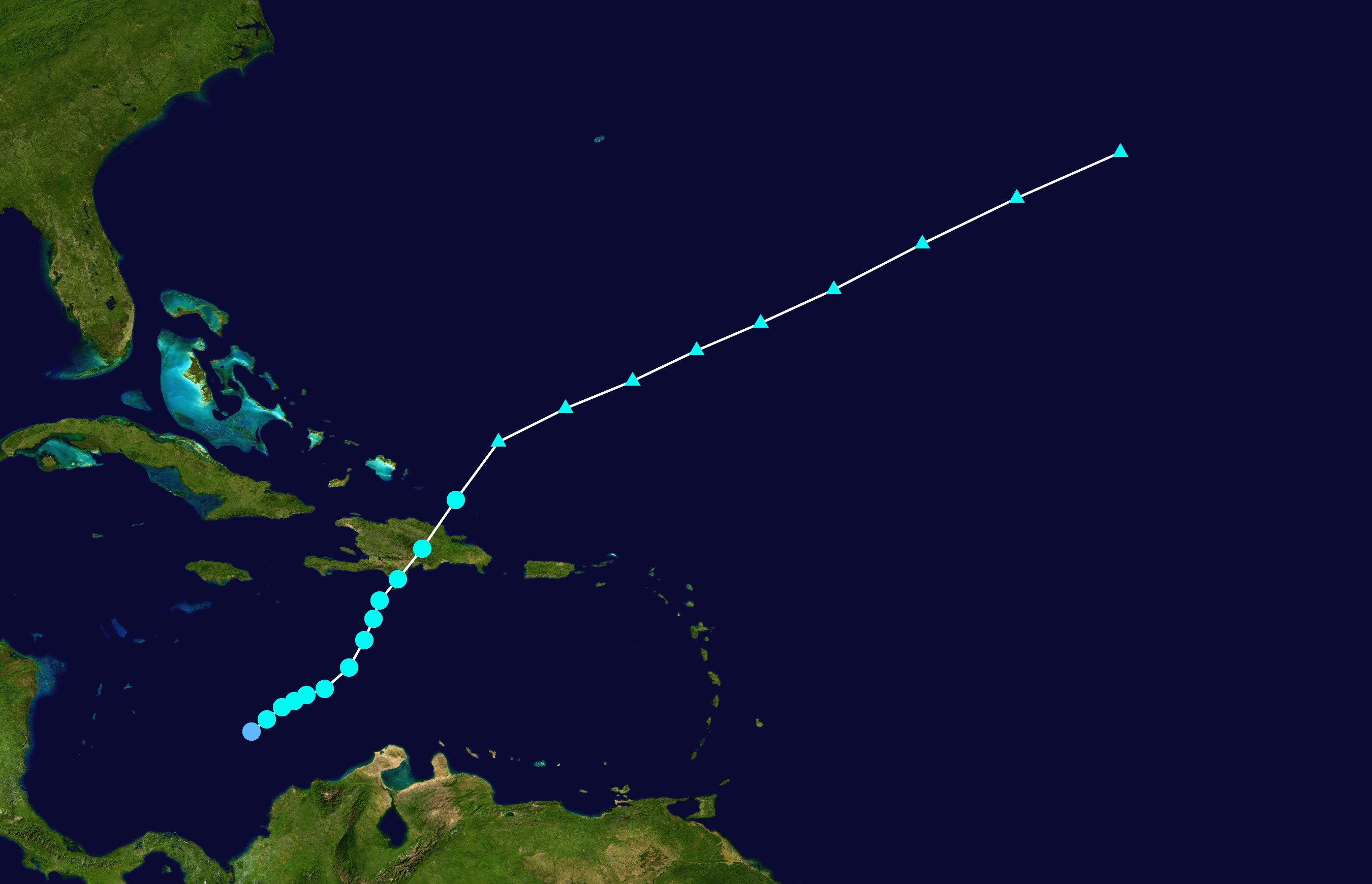
热带风暴奥德特的行进路线图。

- 中午12点：第二十号热带低气压在京斯敦以南约560公里海域形成。
- 下午18点：第二十号热带低气压增强成热带风暴奥德特。

12月6日
- 晚上23点：热带风暴奥德特以95公里风速登陆多米尼加共和国。

12月7日
- 下午18点：热带风暴奥德特失去热带天气系统特征转变成温带气旋。

正处最高强度的热带风暴彼得。

- 下午18点：亚热带风暴彼得在亚速尔群岛西南偏南方向约1340公里洋面开成。

12月9日
- 早上6点：亚热带风暴彼得获得了足够的热带特征，因此由美国国家飓风中心重新归类为热带风暴。

12月10日
- 中午12点：热带风暴彼得降级成热带低气压。

12月11日
- 早上6点：热带低气压彼得失去热带系统特征并转变成温带气旋，之后很快由一片锋面系统吸收。